# Huis van de Vestaalse Maagden
Het Huis van de Vestaalse maagden (Latijn: Atrium Vestae) was het woongebouw van de Vestaalse Maagden in het Oude Rome. Het huis lag bij het Forum Romanum, direct naast de Tempel van Vesta, waar de Vestaalse Maagden verantwoordelijk waren voor het brandend houden van het heilige vuur.
De in het huis wonende maagden waren zes adellijke vrouwen, die de tempel dertig jaar dienden. Het gebouw had drie verdiepingen en telde 50 kamers. De vleugels waren gebouwd rondom een rechthoekig atrium, met een dubbele vijver. In de oostelijke hoek was een gewelfde ruimte, waarin een standbeeld van Numa Pompilius stond opgesteld. Hij was de stichter van de Vesta-cultus.
Het huis was gebouwd aan de voet van de Palatijn, waar een heilig bos lag. Dit bos werd gedurende de eeuwen bebouwd, maar alle gebouwen hier inclusief het Huis van de Vestaalse Maagden werden verwoest tijdens de Grote brand van Rome in 64. Na de brand werd het huis herbouwd en bleef in gebruik tot de christelijke keizer Theodosius I aan het einde van de 4e eeuw de heidense cultus verbood. Vervolgens werd het huis gebruikt voor leden van het keizerlijk hof en later door het pauselijk hof. Het complex bleef tot in de 11e of 12e eeuw in gebruik.
Bij opgravingen zijn lagere delen van het gebouw en de vijvers in het atrium blootgelegd. Rondom het atrium staan nu opgegraven beelden van Vestaalse Maagden opgesteld.

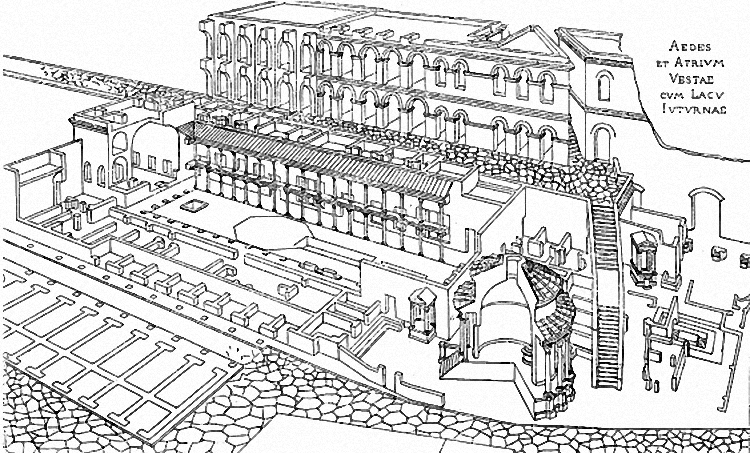
Reconstructie van het Huis van de Vestaalse Maagden, met rechts de Tempel van Vesta

## Bron
- S. Platner, a topographical dictionary of ancient Rome, Londen 1929. Art. Atrium Vestae